# Maraaya

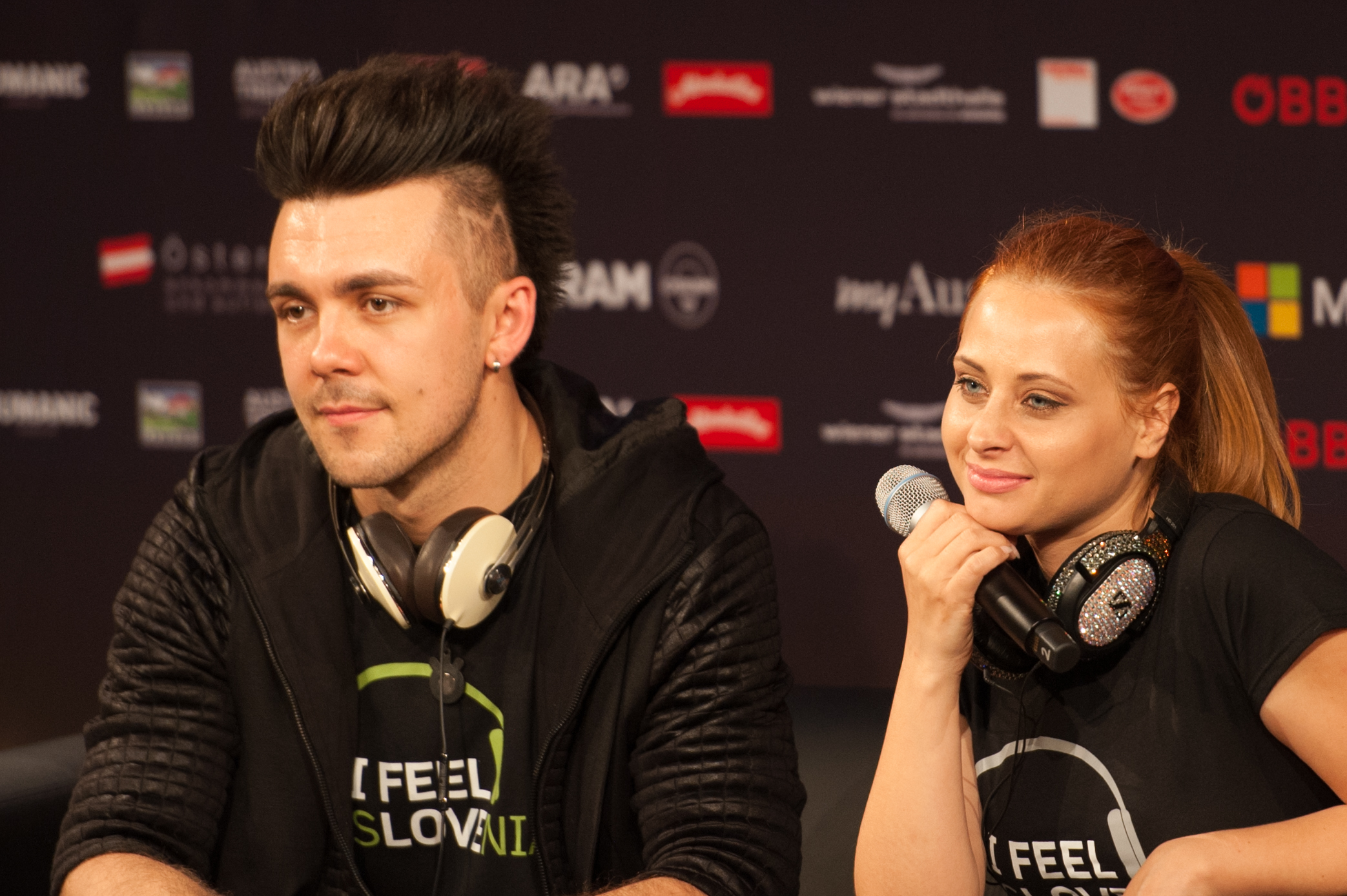
Maraaya maj 2015

Maraaya är en popduo från Slovenien. Medlemmar är Marjetka Vovk och Aleš Vovk.

## Eurovision Song Contest
Maraaya representerade Slovenien i Eurovision Song Contest 2015 med bidraget "Here for You".

## Diskografi
- 2015 – Lovin' Me
- 2015 – Here For You (Sloveniens bidrag i Eurovision Song Contest 2015)
- 2015 – Here For You (Feat. Perpetuum Jazzlie)